# Peter Okodogbe
Peter Okodogbe (ur. 27 maja 1958) – nigeryjski lekkoatleta, sprinter w biegach na 100 i 200 metrów. Uczestnik Igrzysk Olimpijskich 1980 w Moskwie, startował w biegach na 100 i 200 m oraz w sztafecie 4 x 100 m. 
Reprezentował swój kraj także na igrzyskach afrykańskich w Algierze, gdzie otrzymał srebrne medale w konkurencjach biegu na 100 m i biegu sztafet 4 x 100 m. 
Rekord życiowy w biegu na 100 m – 10,16 sek. (1978), w biegu na 200 m – 20,62 sek. (1979).